# توجيه الطفل في المراحل العمرية الأولى

## توجيه الطفل في السنة الثالثة من العمر (التأتأة)
```
تعتبر السنة الثالثة من العمر هي المرحلة التي تعطي الفرق في اكتشاف المشكلة التي تحدث للطفل ومرحلة الكشف المبكّر للأطفال الذين قد يشك على تعرضهم إلى خطر 
الإعاقة
 أو خطر الطفل، ليصبح غير سويّ حتى أنها تعتبر مرحلة مهمة؛ للتدخل قبل حلول المشكلات، وتعتبر المرحلة التي تحدث فيها تغيرات سواء جسمانية حركية أو كلامية أو عقلية وغيرها، وتعتبر مرحلة سريعة النمو ومهمة في النموّ، قد تحدث بعض المشكلات في هذه المرحلة مثل التأتأة.
```

تعريف التأتأة : عبارة عن اضطرابات كلامية تتجلى على شكل تقلص الكلام مصحوبًا بتكرار غير مرغوب فيه. ووقفات كلامية في مجرى الحديث، وتكون إما على شكل ترددي أو تشنجي، وتحدث في سنوات بداية التكلم وقد تستمر حتى مرحلة البلوغ. والتأتأة تكون في السن الثالثة من العمر.

## أسباب التأتأة
1. أسباب عضوية.
2. أسباب نفسية.
3. أسباب نفسية بيئية.

وهنالك بعض النصائح في حال حدوث مثل هذه المشكلة: حيث يُنصح الأم بعدم الاستهزاء بالطفل أو إحباطه أو استعجاله؛ ليسرع بالكلام، حتى لا تزيد المشكلة، وأحيانًا قد تلازمه عندما يكبر، وتصبح مشكلة أكبر عن ذي قبل.
```
أولًا:علينا أن نقوم بالعلاج العضوي — الطبيّ — لأنه أولى الأسباب التي قد تفيد إذا كانت المشكلة هنا عضوية، حيث ستكون كل النصائح النظرية غير مفيدة.
```

```
ثانيًا: تعليم الأطفال الكلام الصحيح وطريقة نطقه السليمة، باستخدام طرق ملائمة، وعدم إهمال ذلك.
```

```
ثالثًا: تنمية شعور الطفل بالكفاءة وخفض القلق والتوتر والضغط النفسي؛ لكي نحصل على أفضل نتيجة ممكنة وعدم تفاقم المشكلة وكبرها.
```

## التاتأة من اسبابها
- الاسباب العضوية
- الاسباب النفسية
- اسباب نفسية بيئية

## طرق علاج التاتأة
- العلاج العضوي الطبي.
- تشجيع الطفل بالمكافأة والتحفيز.